# Lipka (Powiat Złotowski)
Lipka (deutsch Linde) ist ein Dorf mit Sitz einer Landgemeinde in der polnischen Woiwodschaft Großpolen. Es ist dem  Powiat Złotowski (Flatower Kreis) angegliedert.

## Geographische Lage
Die Ortschaft liegt im Netzedistrikt in Westpreußen, etwa 17 Kilometer nordöstlich von Flatow (Złotów), 45  Kilometer südöstlich von Neustettin (Szczecinek) und 170 Kilometer östlich von Stettin (Szczecin).
Acht Kilometer weiter östlich befand sich zwischen 1920 und 1939 der Polnische Korridor.

## Dorf Lipka (Linde)

### Geschichte

Linde nordöstlich der Stadt Flatow und nordöstlich des Dorfs Pottlitz auf einer Landkarte von 1806

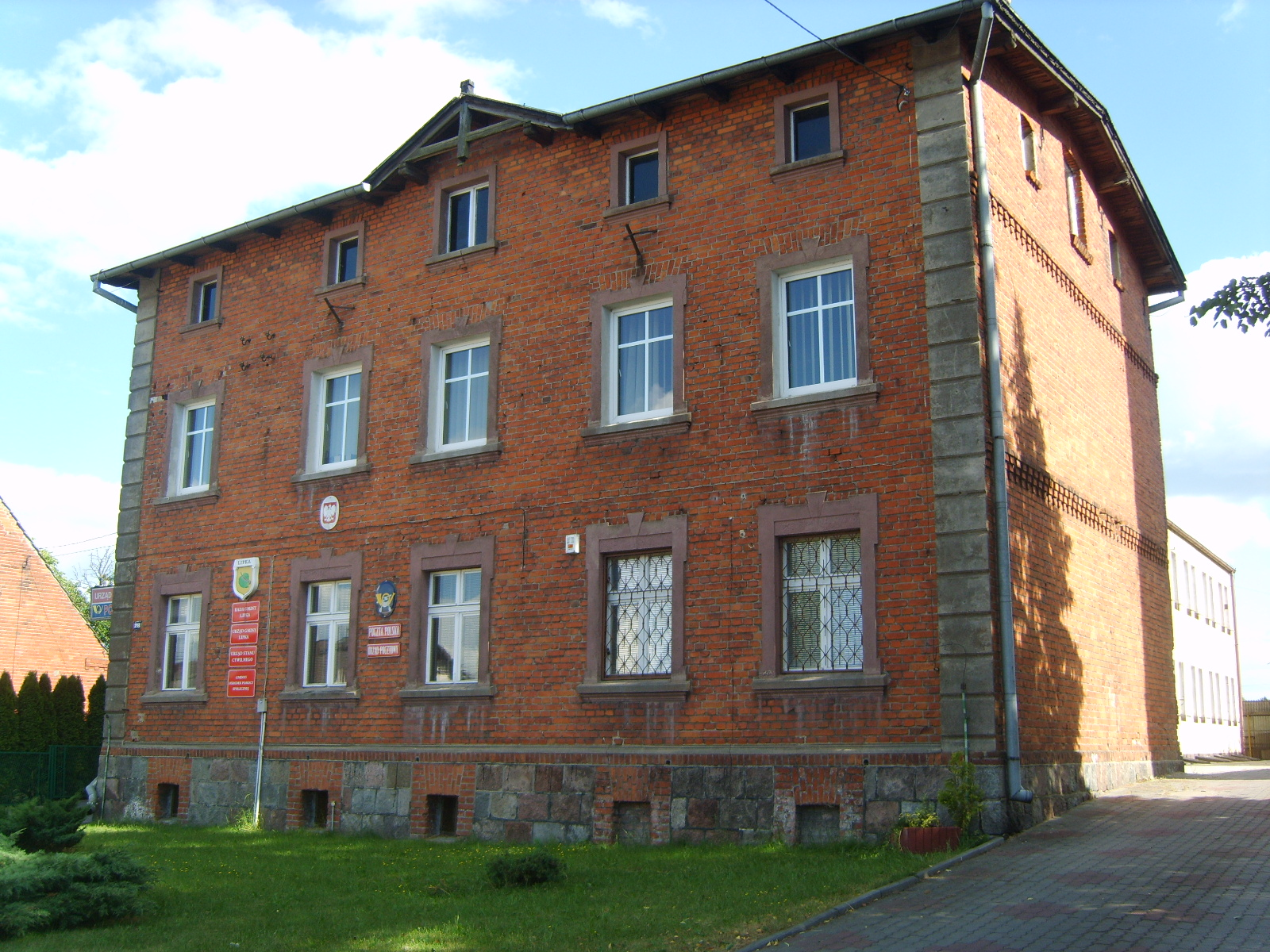
Gemeindeamt in Lipka (Linde)

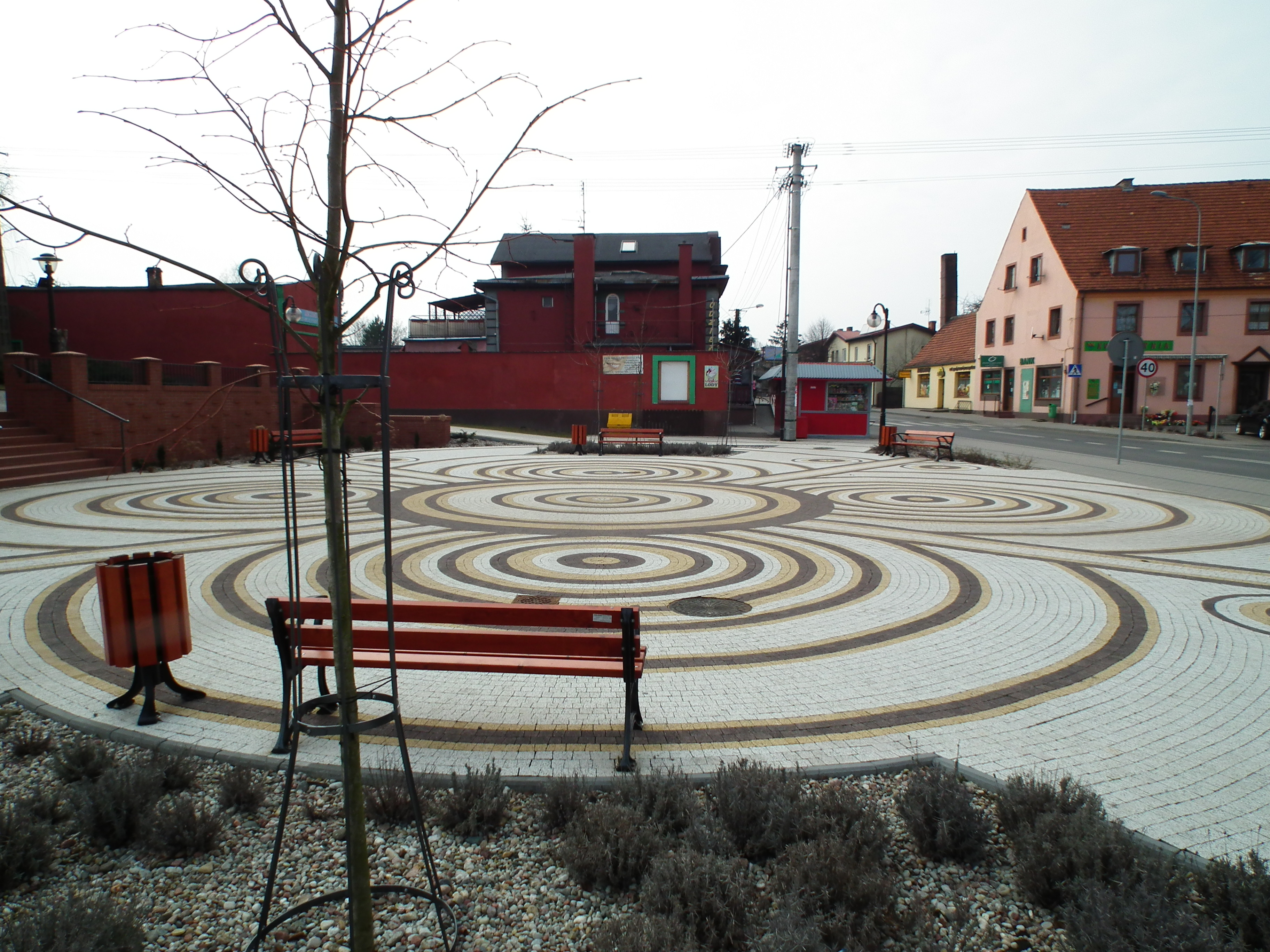
Zentraler Dorfplatz

Lyppa bzw. Lypa wird 1376 erstmals urkundlich erwähnt. 1618 wohnen hier elf Bauern und vier Gärtner. Das Dorf gehörte zur Herrschaft Flatow.
Seit 1871 wuchs der Ort infolge des Bahnbaus der Preußischen Ostbahn (heute Bahnstrecke Tczew–Küstrin-Kietz Grenze) und wurde zentrale Bahnstation für die Stadt Preußisch Friedland (Debrzno) und zahlreiche Marktflecken.
Im 19. Jahrhundert war der Kartoffelanbau wesentlicher Erwerbszweig für die Einwohner von Linde, deren Erzeugnisse bis in das Ruhrgebiet und in die Niederlande gingen. Eine Stärkefabrik, Baustoffwerke, eine Ziegelei und eine Molkerei waren weitere Betriebe im Ort. Bedeutung gewann die Steinobst- und Beerenweinkelterei Dr. Johann Schliemann. Ende des 19. Jahrhunderts wurde am Freigut die erste elektrisch angetriebene Dreschmaschine Preußens eingesetzt.
In der Gemeinde Linde gab es vor dem Zweiten Weltkrieg folgende Wohnorte:
- Bahnhof Linde (Grenzmark)
- Blugowo
- Forsthaus Linde
- Kolonie
- Linde
- Sandkrug
- Wildenhagen

Der Wohnort Linde war der Hauptwohnort der Gemeinde Linde.
Linde war bis 1945 ein Ort im Landkreis Flatow im Regierungsbezirk Grenzmark Posen-Westpreußen (Sitz: Schneidemühl) in der  Provinz Pommern. Linde war Sitz des Amtsbezirks Linde.
Gegen Ende des Zweiten Weltkriegs besetzte im Frühjahr 1945 die Rote Armee die Region. Bald darauf wurde Linde unter polnische Verwaltung gestellt. In der darauf folgenden Zeit wurden die Einwohner von der örtlichen polnischen Verwaltungsbehörde vertrieben und durch Polen ersetzt. Die deutsche Ortschaft Linde wurde in Lipka umbenannt (die 1945 eingeführte Bezeichnung „Lipka“ – lipa bedeutet im Polnischen Linde – kommt in Polen neunmal vor).
Die Ortschaft wurde dem Powiat Złotowski (Kreis Flatow) in der Woiwodschaft Großpolen (bis 1998 Woiwodschaft Piła) angegliedert. Seit 1983 ist Lipka Amtssitz der nach ihm benannten Landgemeinde Gmina Lipka.

### Demographie
| Jahr | Einwohner | Anmerkungen |
| ---- | --------- | --- |
| 1766 | 217       | [ 2 ] |
| 1852 | 482       | [ 2 ] |
| 1864 | 636       | darunter 53 Katholiken                                                                                          |
| 1910 | 1007      | am 1. Dezember, davon 803 Evangelische, 193 Katholiken und elf Juden; 23 Einwohner mit polnischer Muttersprache |
| 1925 | 1498      | darunter 190 Katholiken und zwölf Juden                                                                         |
| 1933 | 1643      | [ 6 ] |
| 1939 | 1624      | [ 6 ] |

### Kirche

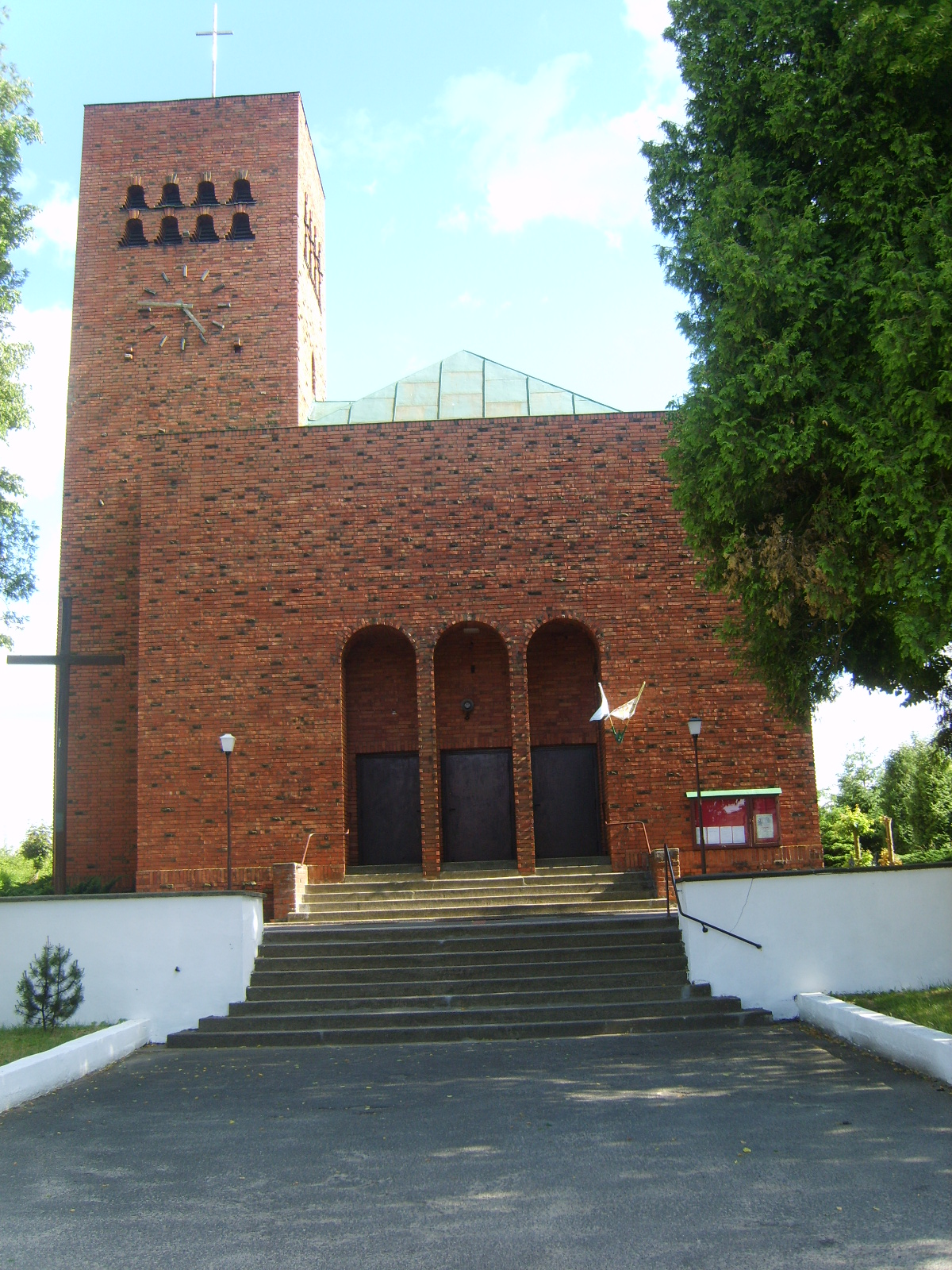
Kirche zu Lipka (Linde) (bis 1945 evangelisch).

Im 16. bis 17. Jahrhundert gab es in Linde zwei Kapellen, die St.-Anna-Kapelle und die St.-Lorenz-Kapelle, die die Evangelischen als Kirchen nutzten;  1699 mussten beide Kapellen an die  römisch-katholische Kirche abgegeben werden. Die evangelischen Ortseinwohner wurden bis 1930 vom zweiten Pfarrer in Preußisch Friedland (pl. Debrzno) versorgt, bis Anfang der 1930er Jahre die evangelische Kirche eine moderne Backsteinkirche errichtete. Seither war Linde auch evangelischer Pfarrsitz, den von 1930 bis 1945 der Pfarrer Wilhelm Hermann Schaper innehatte.
Linde gehörte bis 1919 zum Kirchenkreis Schlochau (Człuchów), danach zum Kirchenkreis Flatow (Złotów) in der Kirchenprovinz Westpreußen der evangelischen Kirche der Altpreußischen Union.
Nach 1945 wurde das Linder evangelische Gotteshaus zugunsten der Katholischen Kirche in Polen enteignet. Die Kirche heißt heute Kościół pw. Katarzyny, und die Pfarrei gehört zum Dekanat Złotów I im Bistum Bydgoszcz (Bromberg).
Hier lebende evangelische Kirchenglieder werden vom Pfarramt in Piła (Schneidemühl) in der Diözese Pommern-Großpolen der Evangelisch-Augsburgischen Kirche in Polen betreut.

### Verkehrsanbindung
Lipka liegt an der Woiwodschaftsstraße 188, die von Piła (Schneidemühl, 47 km) über Złotów (Flatow, 17 km) bis nach Debrzno (Preußisch Friedland, 5 km) und Człuchów (Schlochau, 22 km) (beide bereits in der Woiwodschaft Pommern) führt.
Lipka ist unter dem Namen Lipka Krajeńska Bahnstation an der Bahnstrecke Tczew–Küstrin-Kietz Grenze, der früheren Preußischen Ostbahn, die die Städte Berlin und Königsberg (Preußen) verband. Der Bahnhof ist in Betrieb und in der Kursbuchtabelle 426 der Polnischen Staatsbahn (PKP) enthalten.

## Gmina Lipka

### Allgemeines
Die Landgemeinde Lipka umfasst eine Fläche von 190,01 km², was 11,5 % der Fläche des Powiat Złotowski (Kreis Flatow) entspricht. Zur Gemeinde gehören 5638 Einwohner, von denen 2200 im Dorf Lipka wohnen.
Das Gemeindegebiet grenzt im Norden an die Woiwodschaft Pommern, im Osten an die Woiwodschaft Kujawien-Pommern.
Nachbargemeinden sind:
- Okonek (Ratzebuhr), Zakrzewo (Buschdorf) und Złotów (Flatow) im Powiat Złotowski in der Woiwodschaft Großpolen,
- Debrzno (Preußisch Friedland) im Powiat Człuchowski (Kreis Schlochau) in der Woiwodschaft Pommern,
- Sępólno Krajeńskie (Zempelburg) und Więcbork (Vandsburg) im Powiat Sępoleński (Kreis Zempelburg) in der Woiwodschaft Kujawien-Pommern.

### Gemeindegliederung
Die Gmina Lipka umfasst 23 Ortschaften, die sich auf 18 Ortsteile (sołectwo) verteilen:
- Ortsteile:

| - Batorówko (Neu Battrow) - Batorowo (Battrow) - Białobłocie (Hüttenbusch) - Czyżkowo (Ziskau) - Debrzno-Wieś (Dobrin) - Kiełpin (Kölpin) - Łąkie (Lanken) - Laskowo (Annenfelde) - Lipka (Linde) | - Mały Buczek (Klein Butzig) - Nowe Potulice (Neu Pottlitz) - Nowy Buczek (Neu Butzig) - Osowo (Aspenau) - Potulice (Pottlitz) - Scholastykowo (Scholastikowo) - Smolnica (Kolonie Kleinfier) - Trudna (Kappe) - Wielke Buczek (Groß Butzig) |

- Übrige Orte: Bługowo (Wehlehof), Czyżkówko (Conradsfelde), Huta (Hütte), Łąkie-Gogolin, Stołuńsko (Stabinermühle).

### Verkehr

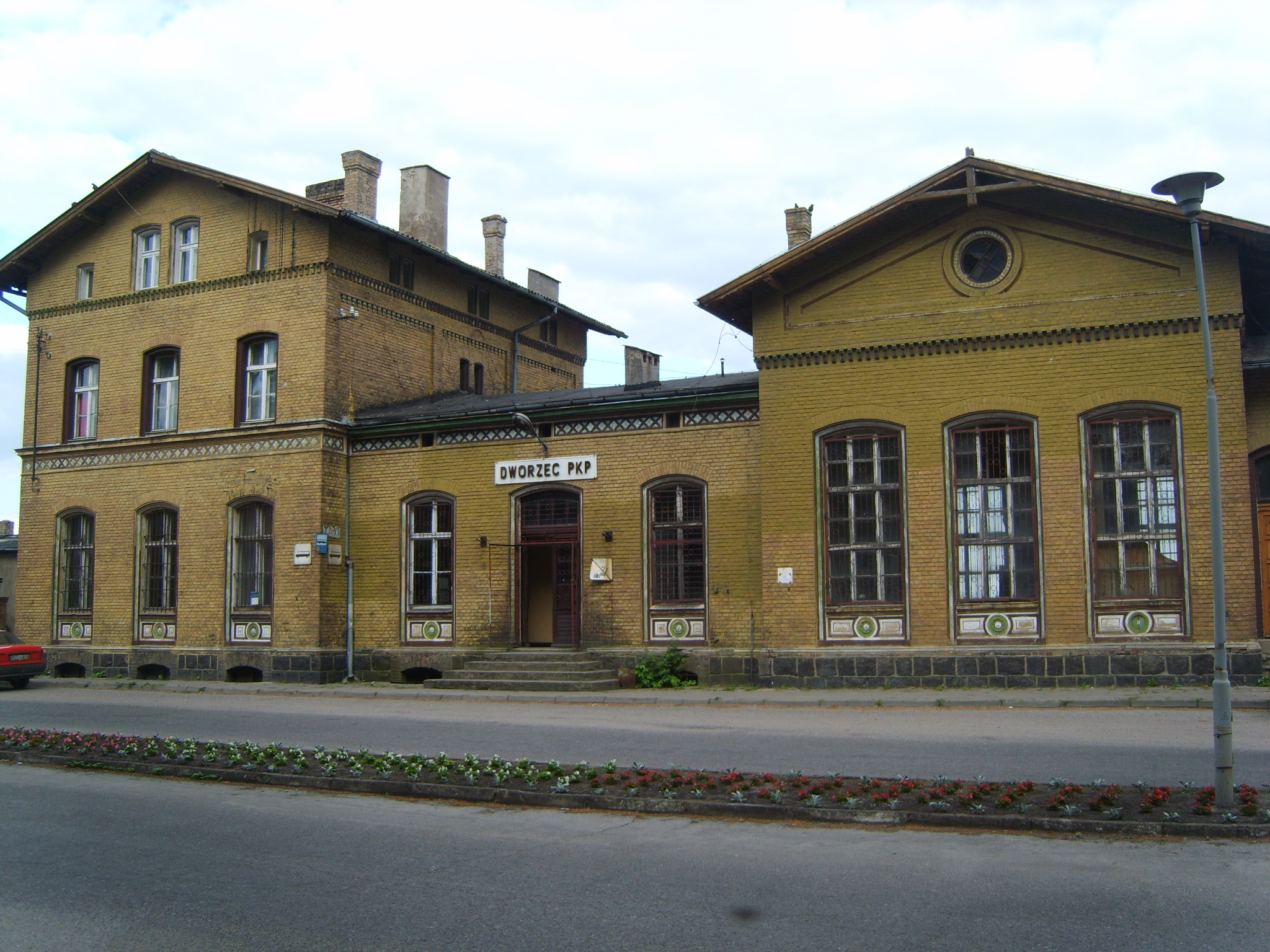
Bahnhof Lipka Krajeńska

#### Schienen
Seit 1871 verläuft durch das Gebiet der heutigen Gmina Lipka die Bahnlinie, die von der Preußischen Ostbahn als Verbindung zwischen Berlin und Königsberg (Preußen) angelegt worden war. Die Polnische Staatsbahn verbindet heute auf dieser Linie (heute Bahnstrecke Tczew–Küstrin-Kietz Grenze) die Städte Kostrzyn nad Odrą (Küstrin) und Tczew (Dirschau). Außer dem Bahnhof Lipka Krajeńska verfügt die Gemeinde über keine weitere Bahnstation.

#### Straßen
Die Gmina Lipka wird in Nord-Süd-Richtung von der Woiwodschaftsstraße 188 durchzogen und verbindet sie mit den Kreisstädten Złotów (Flatow), Piła (Schneidemühl) und Człuchów (Schlochau). Die übrigen Gemeindeteile sind durch Nebenstraßen bzw. Landwege miteinander vernetzt.